# Kirche des Heiligen Georg auf dem Oplenac

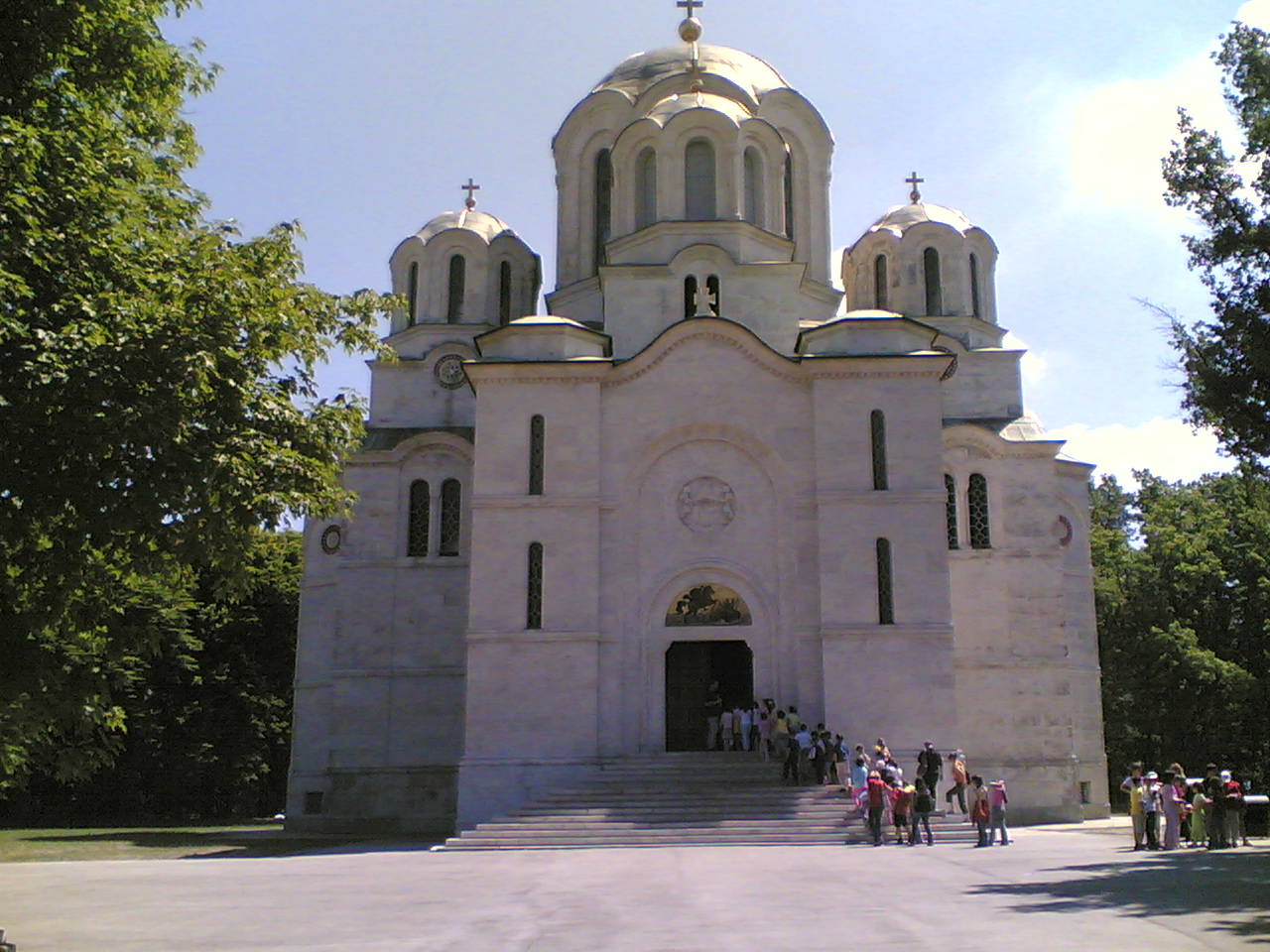
Kirche des Heiligen Georg auf dem Oplenac, Fassade mit Eingang

Die serbisch-orthodoxe Kirche des Heiligen Georg auf dem Oplenac (Црква Светог Ђорђа на Опленцу) befindet sich auf dem Berg Oplenac (Опленац) bei Topola in Serbien und ist die Grablege der serbischen Königsdynastie Karađorđević.

## Geschichte
1903 stiftete König Peter I. Karađorđević auf dem Berg Oplenac die Kirche des Hl. Georg samt einem Gebäudekomplex, der auch das Mausoleum der Karađorđević beherbergen sollte. König Peter I. wählte den Oplenac als Standort, weil der Tradition nach Fürst Alexander Karađorđević hier die ersten Weinberge hatte anlegen lassen.
Der Bau der Kirche begann am 1. Mai 1910 und wurde vom Architekten Kosta J. Jovanović geleitet. Infolge der Balkankriege und des Ersten Weltkriegs wurde die Bautätigkeit eingestellt. Bei der Eroberung der Anhöhe durch die österreichisch-ungarische Armee 1915 wurde der Bau stark beschädigt. Die Kirche wurde vom Nachfolger König Peters, König Alexander I. Karađorđević, 1930 fertiggestellt.
Heute besteht die Stiftung der Karađorđević auf dem Berg Oplenac aus der Kirche des Hl. Georg, den königlichen Weinbergen, einem Museum, dem Haus des Königs Petar, der königlichen Villa sowie der Kirche und der Statue des Dynastiegründers Karađorđe.

## Gebäude

### Architektur
Die Kirche ist ein neobyzantinischer Kreuzkuppelbau mit fünf Kuppeln. Sie ist mit weißem Marmor verkleidet, 30 m lang und 27 m hoch.

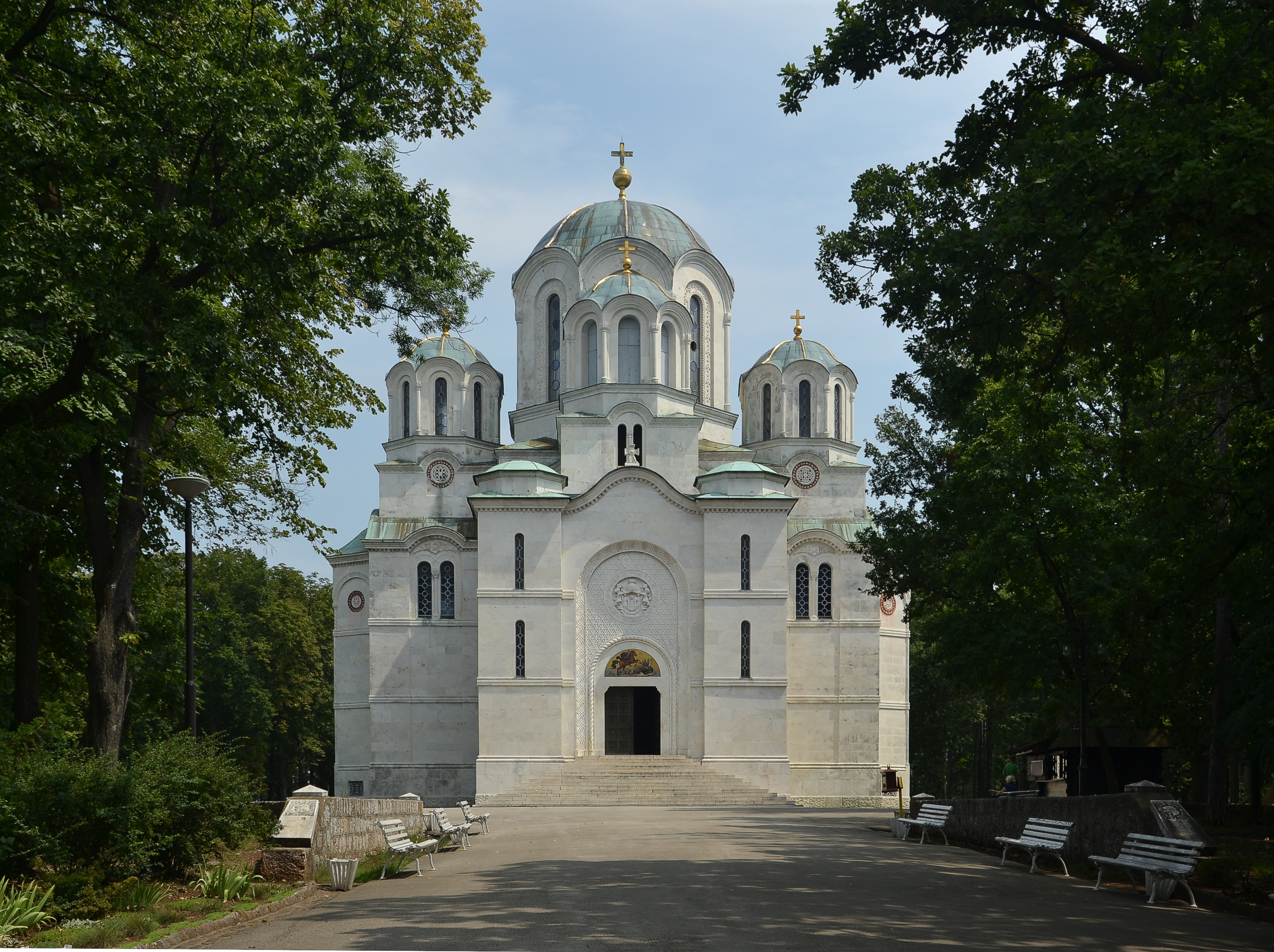
Kirche im Sommer
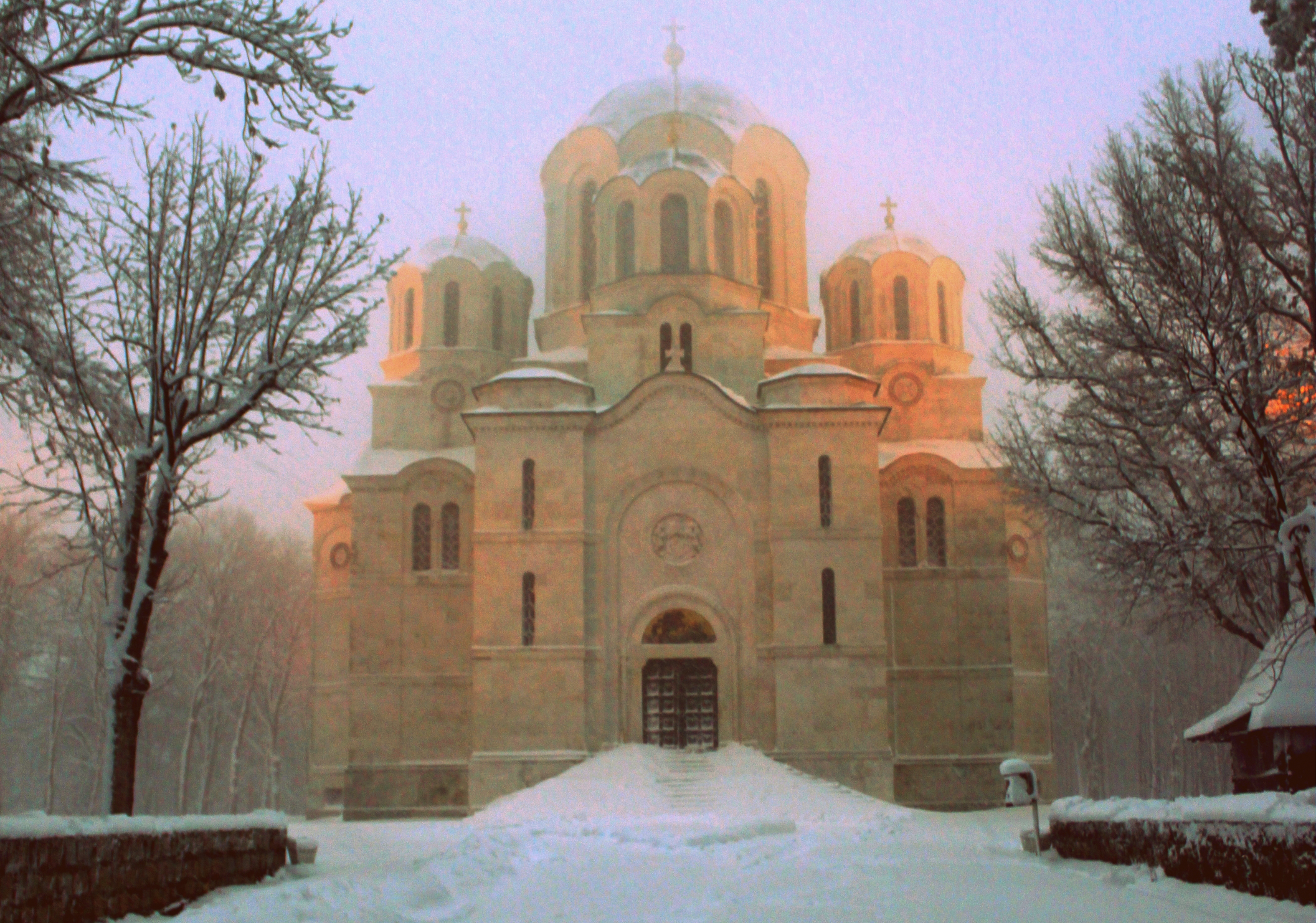
Kirche im Winter
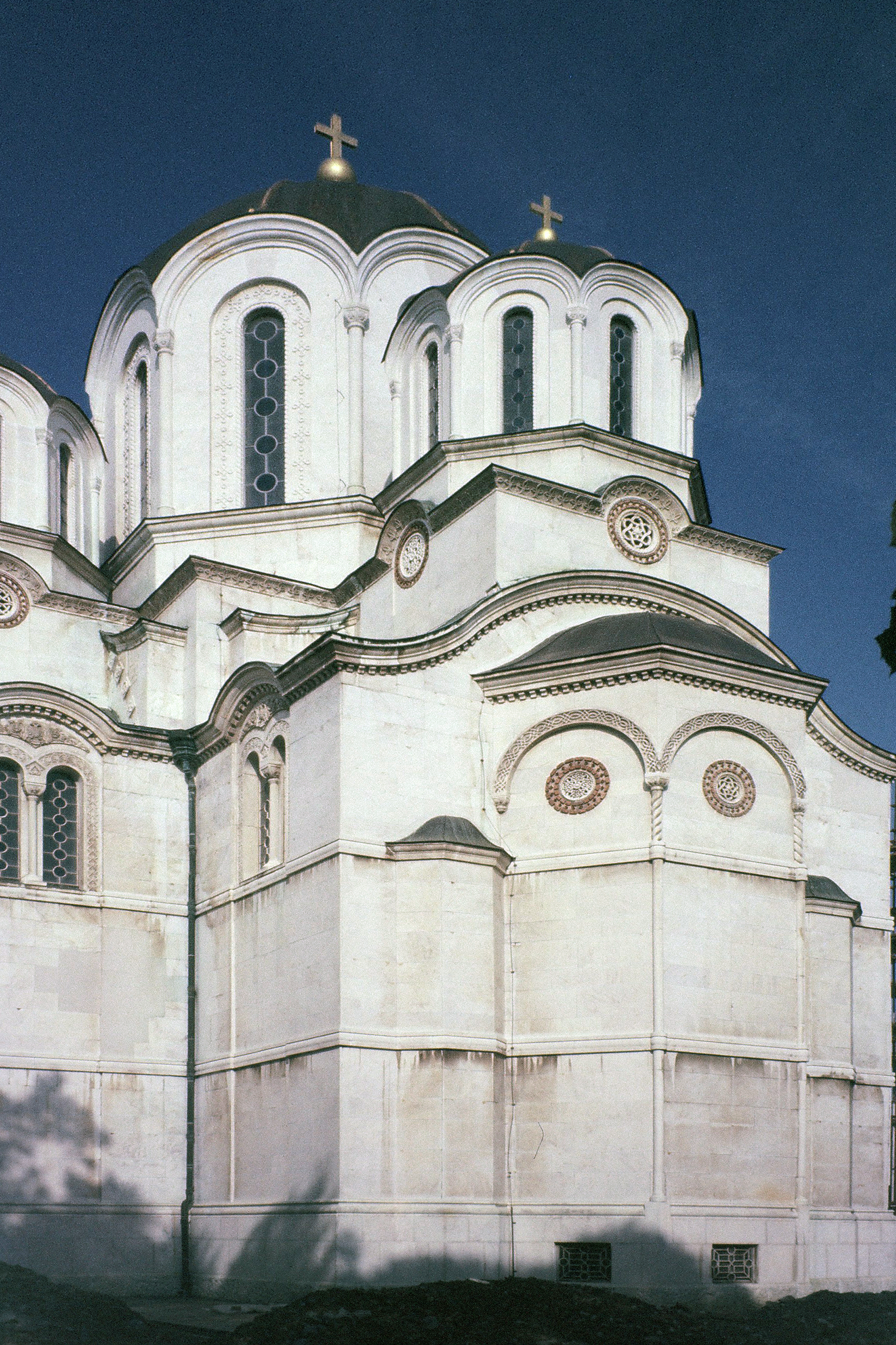
Detail des Gebäudes
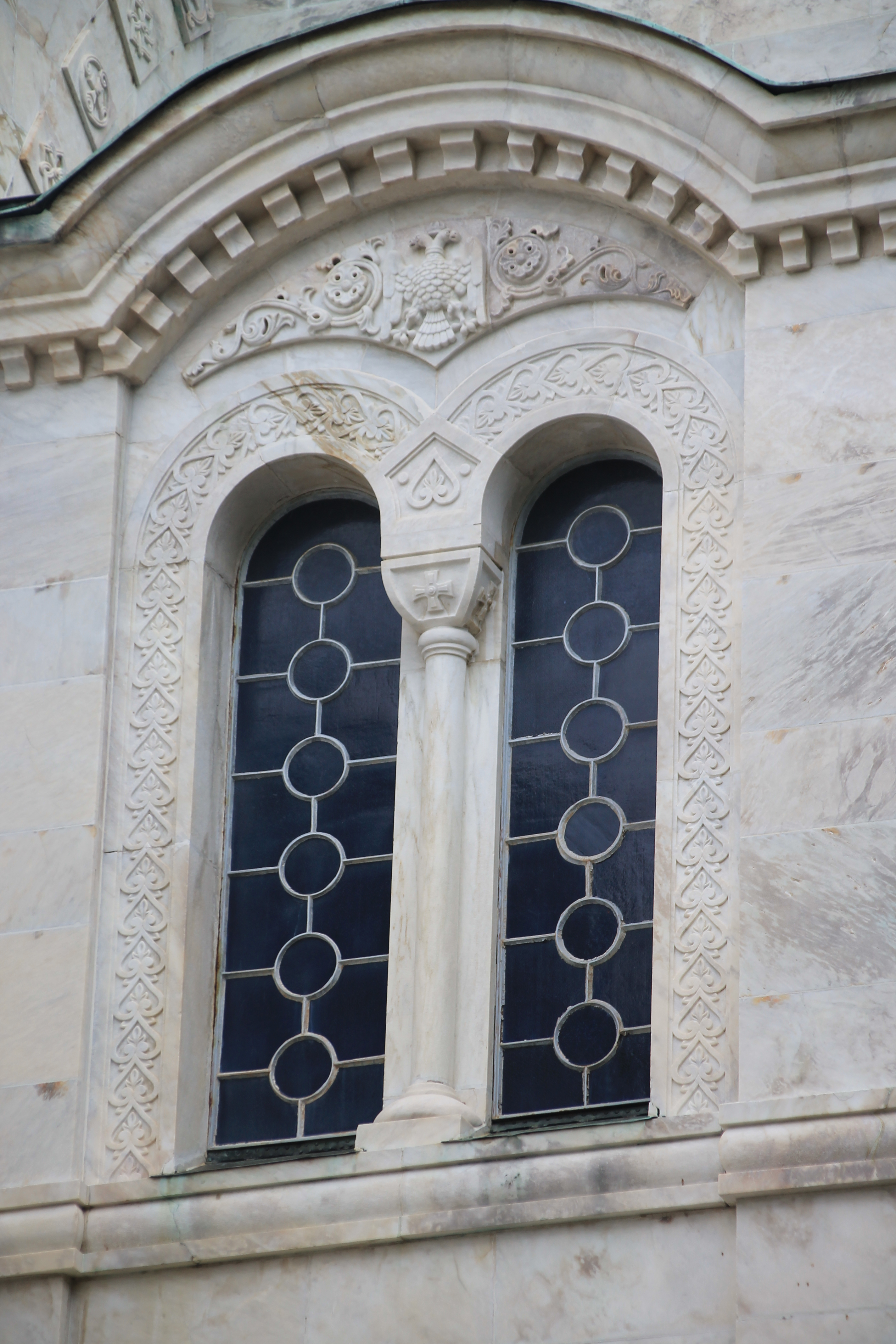
Detail des Gebäudes

### Innenraum
Das Besondere des Innenraums sind die 725 in Italien gefertigten Mosaike (513 im Naos, 212 in der Krypta). Die Gesamtfläche der Mosaike beträgt 3500 m² und besteht aus 40 Millionen Glassteinen in 15000 Farbnuancen. Die Mosaike sind originalgetreue Reproduktionen mittelalterlicher Fresken Serbiens.
Der Kronleuchter der Kirche ist aus eingeschmolzenen Geschützen gefertigt, die im Ersten Weltkrieg, in der Schlacht von Kajmakčalan im September 1916, erbeutet worden waren, und stellt die umgedrehte mittelalterliche Krone Serbiens dar.

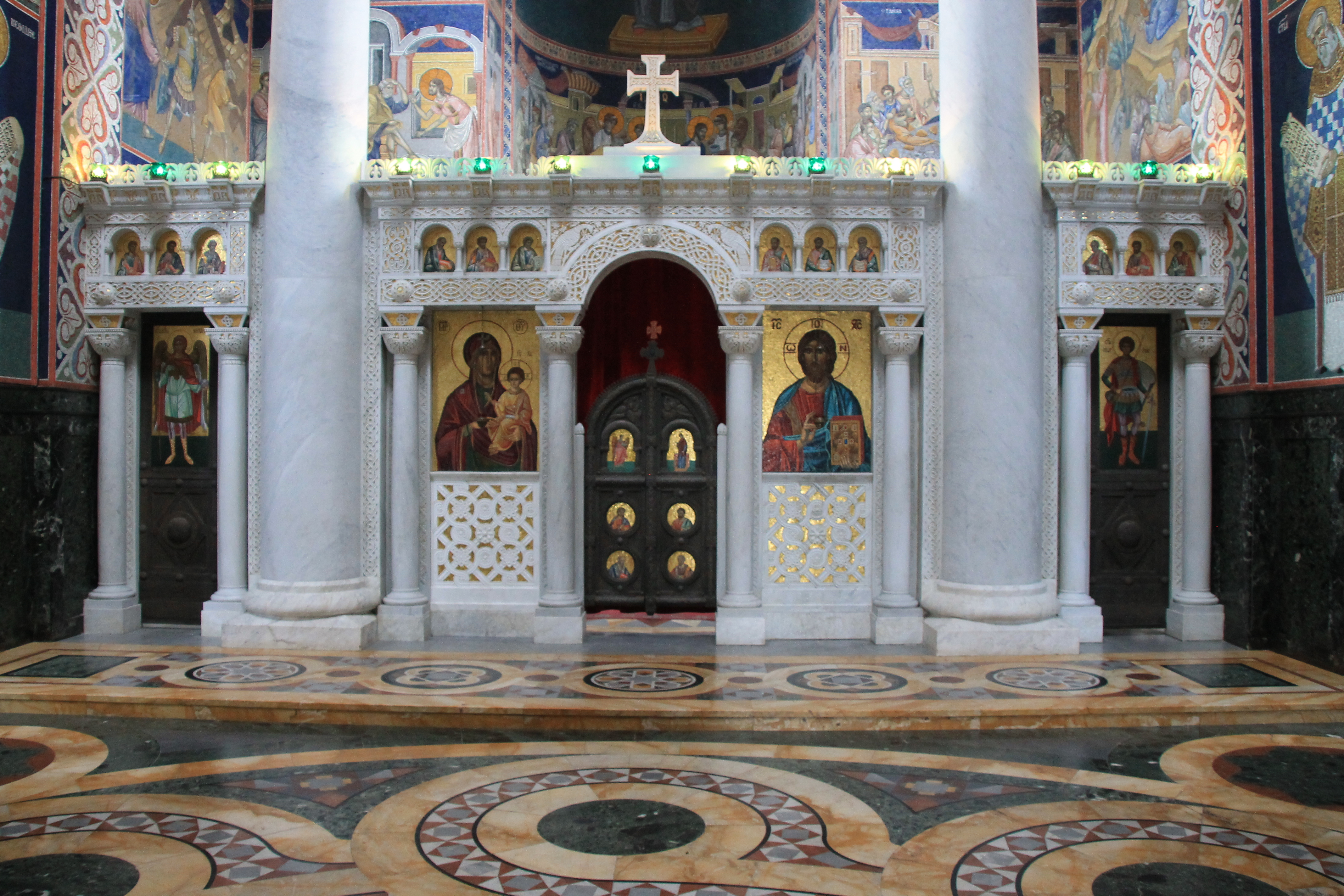
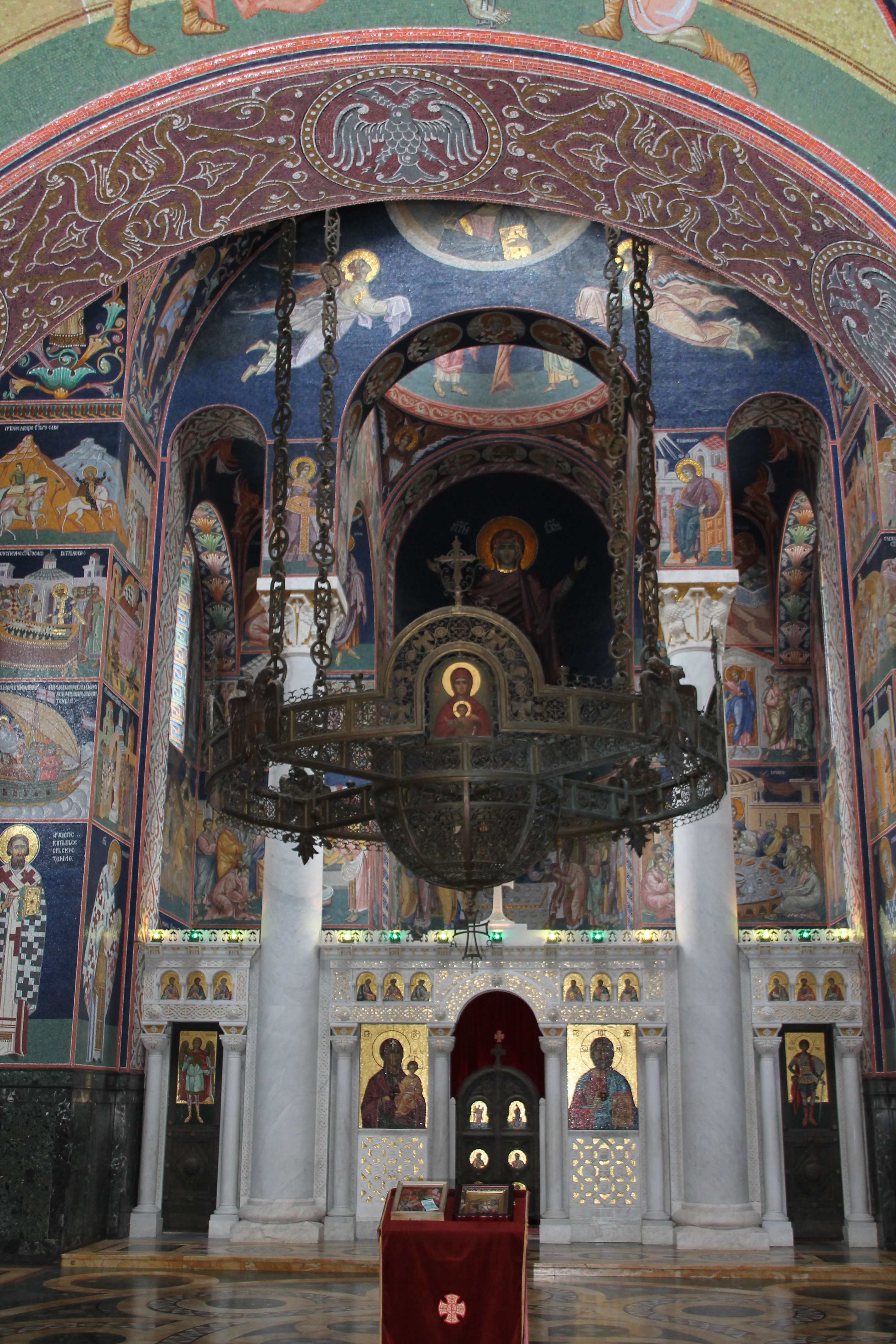
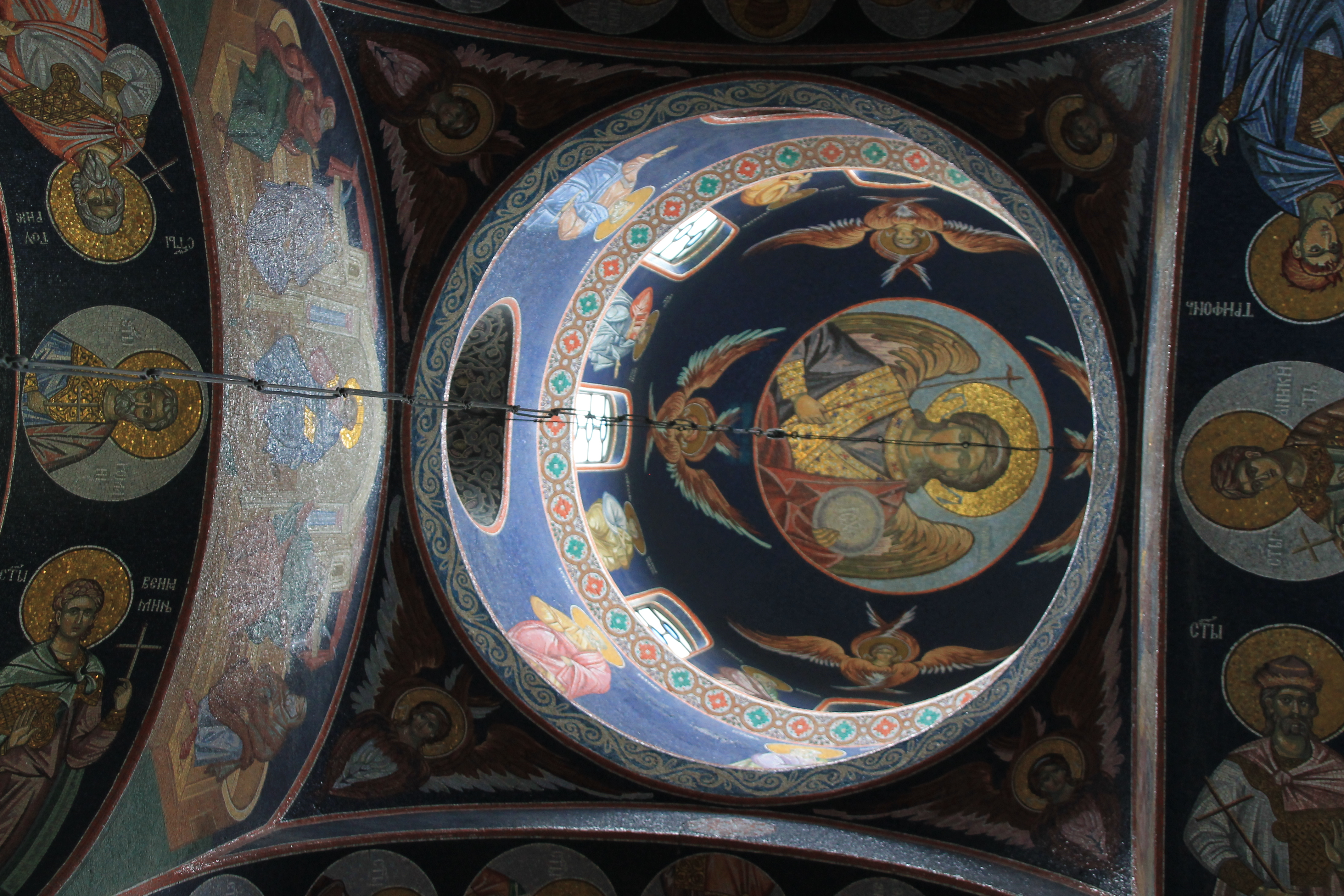
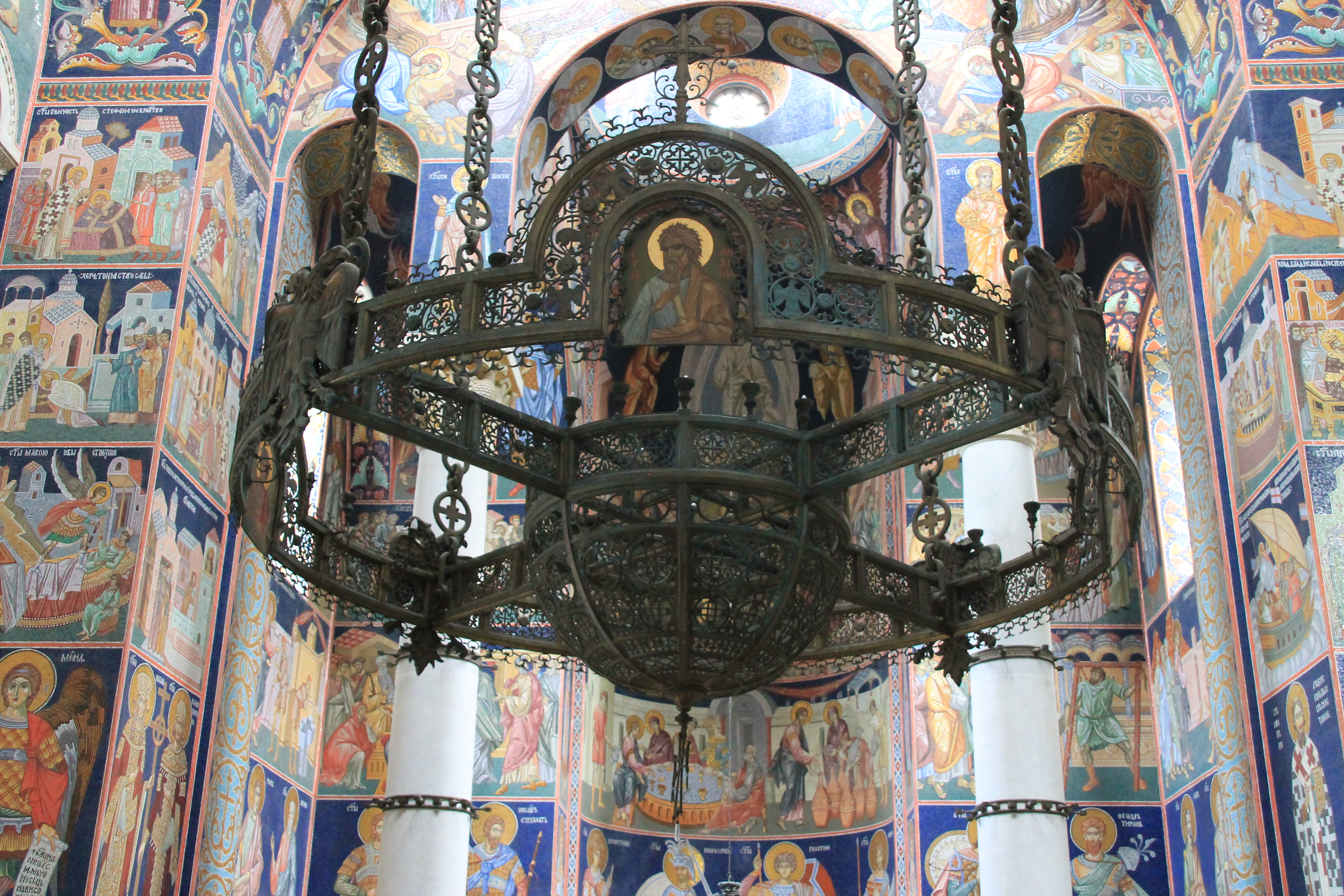
Kronleuchter

## Grablege der Karađorđević

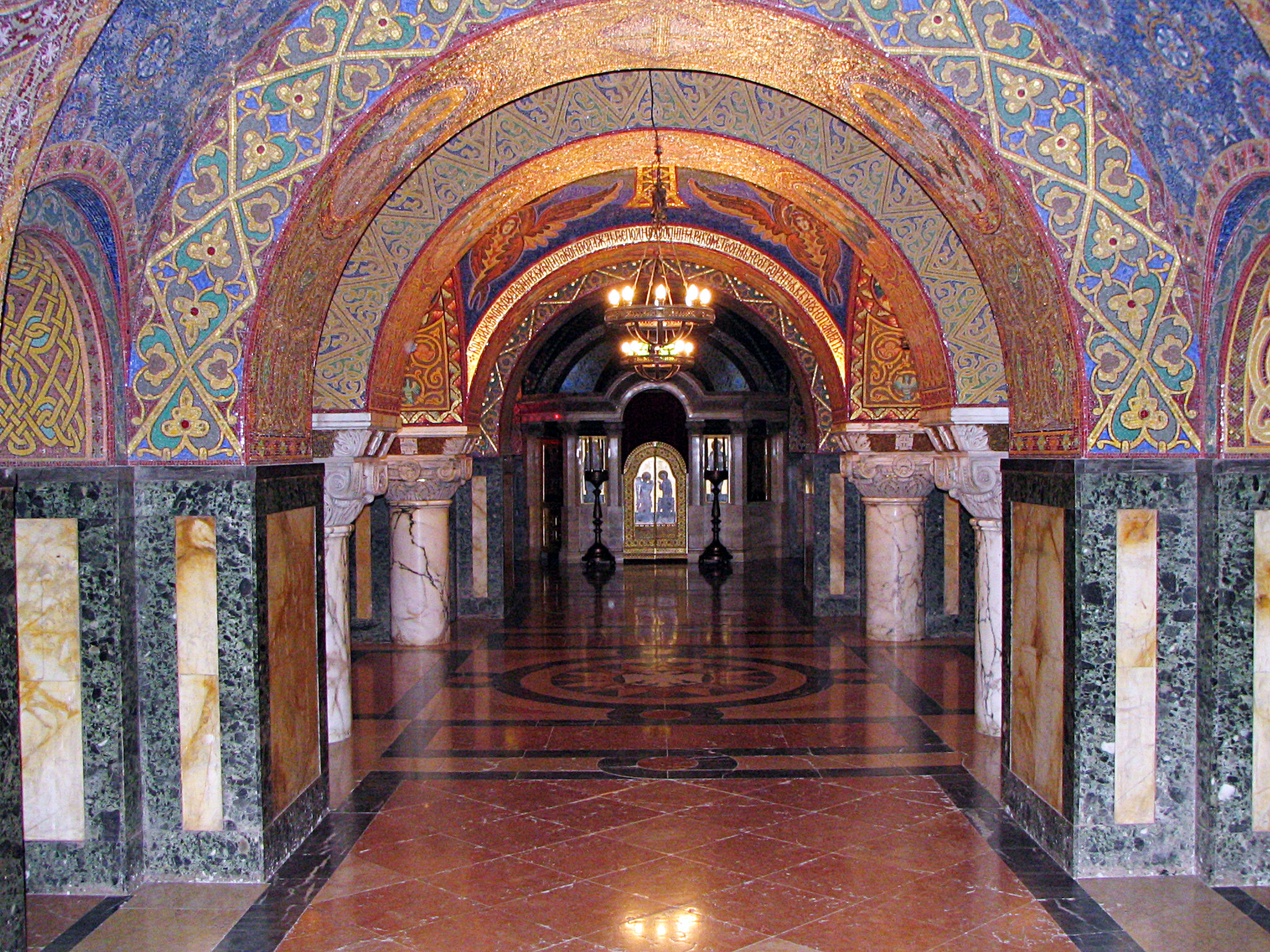
Krypta der Karađorđević unter der Kirche

### Beschreibung
König Peter I., der Stifter der Kirche, und Karađorđe, der Gründer der Dynastie, sind in Sarkophagen aus weißem Marmor im Hauptschiff der Kirche begraben. Für die übrigen Angehörigen der Dynastie ist die Krypta unter der Kirche vorgesehen. In der Krypta befinden sich insgesamt 39 Grabstätten, von denen derzeit (2021) zwölf leer sind.
2013 wurden auf das Bestreben von Kronprinz Alexander die sterblichen Überreste einiger bisher im Ausland bestatteter Familienmitglieder nach dem Oplenac überführt. Dies betraf den letzten jugoslawischen König Peter II. und geschah auch mit Königin Maria, Königin Alexandra, Prinzregent Paul, dessen Gemahlin Olga und ihrem Sohn Nikola. Während der Zeit des Kommunismus in Jugoslawien war es nicht gestattet, Mitglieder der Königsfamilie in der Georgskirche beizusetzen, darum wurden diese Leichname zunächst in Windsor, Tatoi und Lausanne bestattet.

### Bestattete Familienmitglieder
Folgende Familienmitglieder ruhen im Hauptschiff:
1. Đorđe Petrović, genannt Karađorđe (um 1762 – 13. Juli / 26. Juli 1817), Begründer der Dynastie
2. König Peter I. (11. Juli 1844 – 16. August 1921), Sohn von Fürst Alexander

Folgende Familienmitglieder ruhen in der Krypta:
1. Marica Živković († 1809),  Mutter von Đorđe Petrović, genannt Karađorđe
2. Prinz Aleksa (23. März 1836 – 21. April 1841), Sohn von Fürst Alexander
3. Jelena Jovanović (1764 – 8. Februar 1842), Gemahlin von Đorđe Petrović, genannt Karađorđe
4. Prinz Svetozar (1841 – 17. März 1847), Sohn von Fürst Alexander
5. Prinzessin Kleopatra (26. November 1835 – 13. Juli 1855), Tochter von Fürst Alexander
6. Prinzessin Jelisaveta (27. Februar 1850 – 1. Juni 1850), Tochter von Fürst Alexander
7. Prinz Andrej (15. September 1848 – 12. Juli 1864), Sohn von Fürst Alexander
8. Prinzessin Jelena (18. Oktober 1846 – 26. Juli 1867), Tochter von Fürst Alexander
9. Persida Nenadović, Fürstin von Serbien (15. Februar 1813 – 29. März 1873), Gemahlin von Fürst Alexander
10. Alexander, Fürst von Serbien (11. Oktober 1806 – 3. Mai 1885), Sohn von Đorđe Petrović, genannt Karađorđe
11. Prinzessin Milena (25. April 1886 – 21. Dezember 1887), Tochter von König Peter I.
12. Prinz Georg (11. Oktober 1856 – 5. Januar 1889), Sohn von Fürst Alexander
13. Zorka von Montenegro (23. Dezember 1864 – 16. März 1890), Gemahlin von König Peter I.
14. Prinz Andrej (1890–1890), Sohn von König Peter I.
15. König Alexander I. (16. Dezember 1888 – 9. Oktober 1934), Sohn von König Peter I.
16. Prinz Arsen (16. April 1859 – 19. Oktober 1938), Sohn von Fürst Alexander
17. Persida-Ida Nikolajević (1869 – 30. Juni 1945), Enkelin von Fürst Alexander
18. Prinz Georg (27. August 1887 – 17. Oktober 1972), Sohn von König Peter I.
19. Prinzessin Radmila (4. Juli 1907 – 9. Mai 1993), Ehefrau von Prinz Georg
20. Prinz Tomislav (9. Januar 1928 – 12. Juli 2000), Sohn von König Alexander I. und Bruder von König Peter II.
21. Maria von Rumänien (6. Januar 1900 – 22. Juni 1961), Gemahlin von König Alexander I., Überführung der sterblichen Überreste 2013 aus England
22. König Peter II. (6. September 1923 – 3. November 1970), Überführung der sterblichen Überreste 2013 aus den USA
23. Alexandra von Griechenland (25. März 1921 – 30. Januar 1993), Gemahlin von König Peter II., Überführung der sterblichen Überreste 2013 aus Griechenland
24. Prinz Paul (27. April 1893 – 14. September 1976), Prinzregent und Neffe von König Peter I.[3][4]
25. Olga von Griechenland (11. Juni 1903 – 16. Oktober 1997), Gemahlin von Prinz Paul[4][3]
26. Prinz Nikola (29. Juni 1928 – 12. April 1954), Sohn von Prinz Paul[4][3]

### Fotos einiger Grabstätten

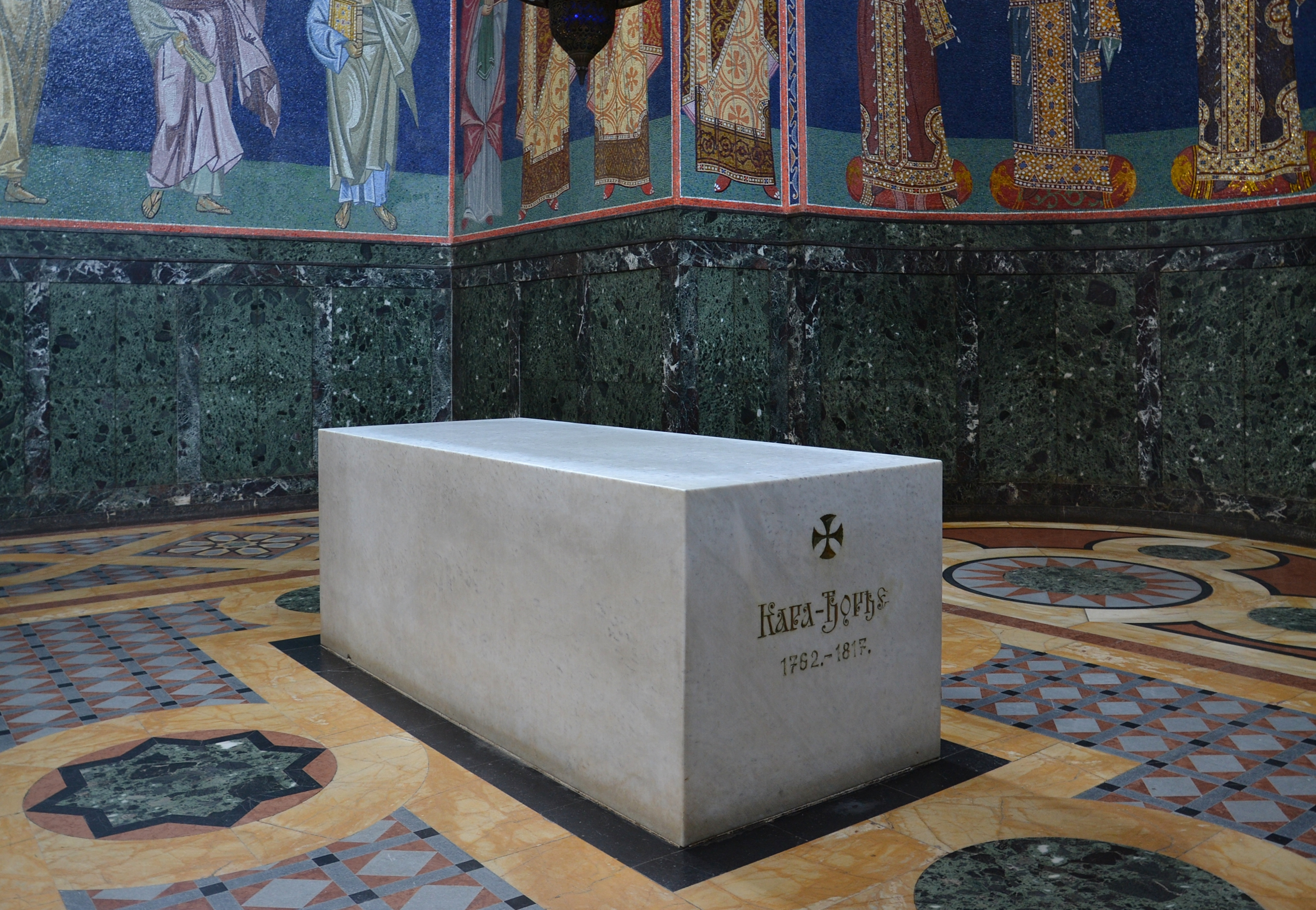
Grabstätte von Karađorđe
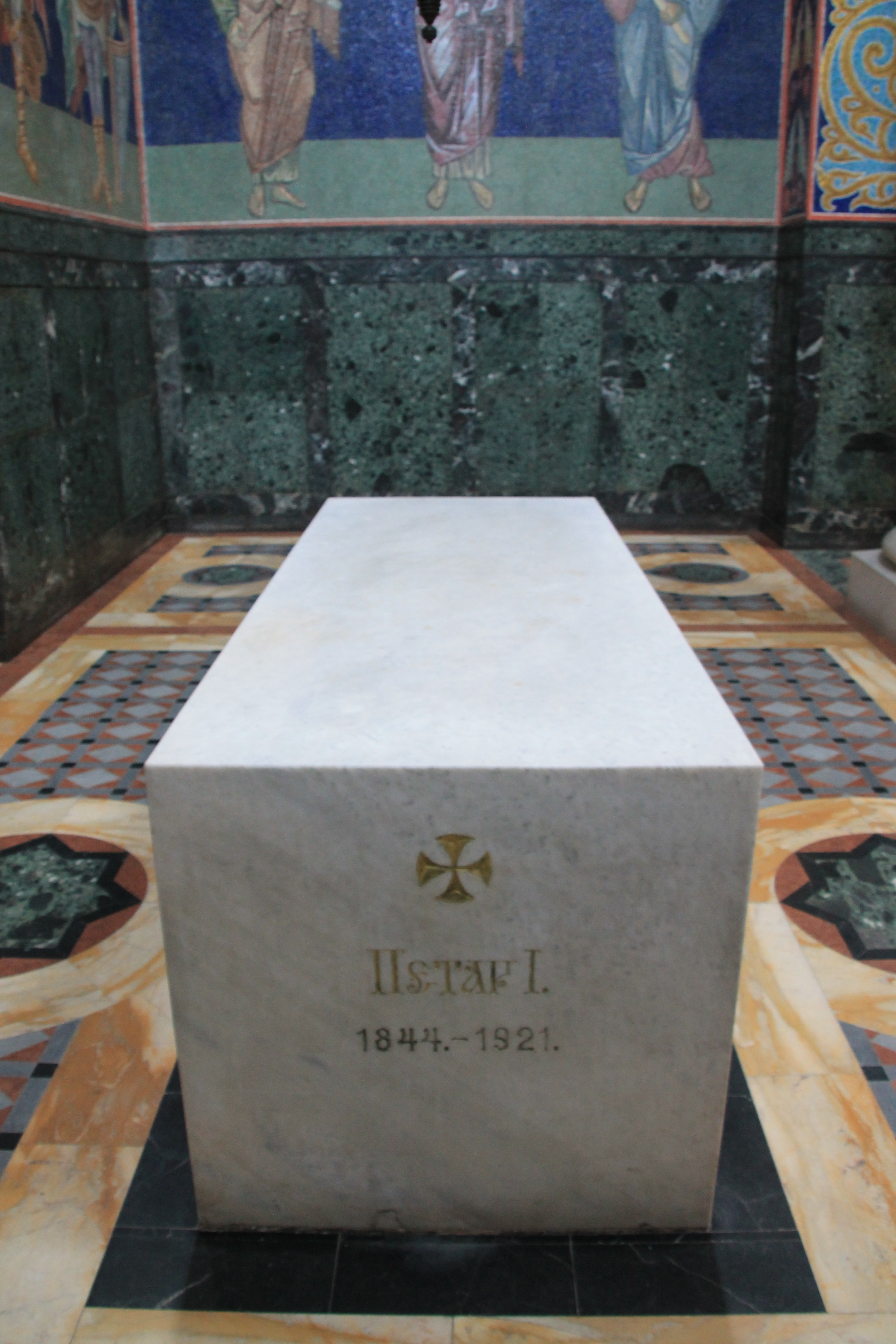
Grabstätte von König Peter I.
Grabstätte von König Alexander I.
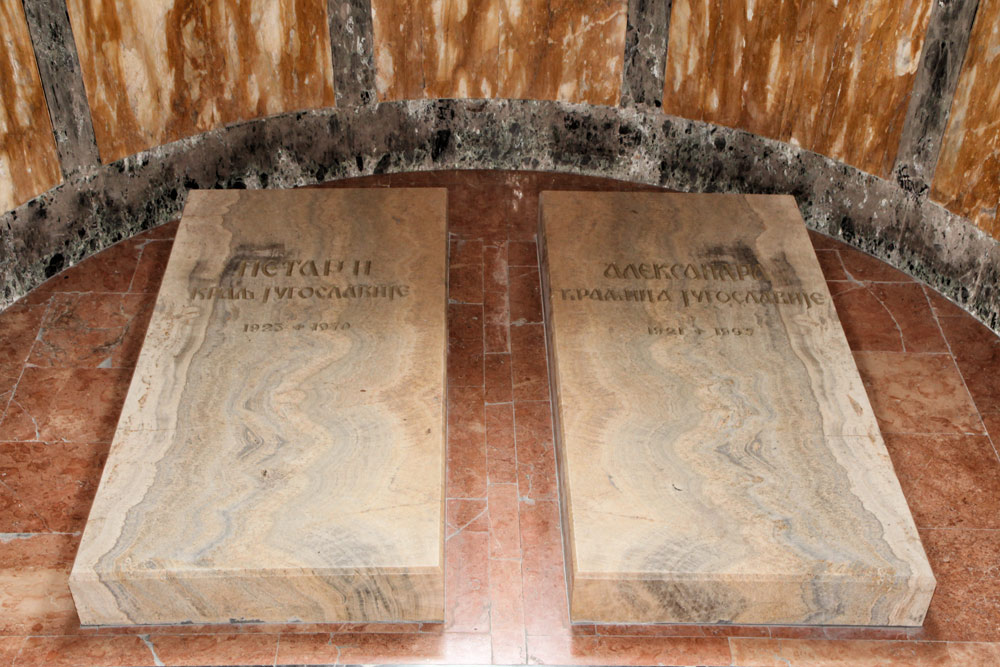
Grabstätten von König  Peter II. und Königin Alexandra
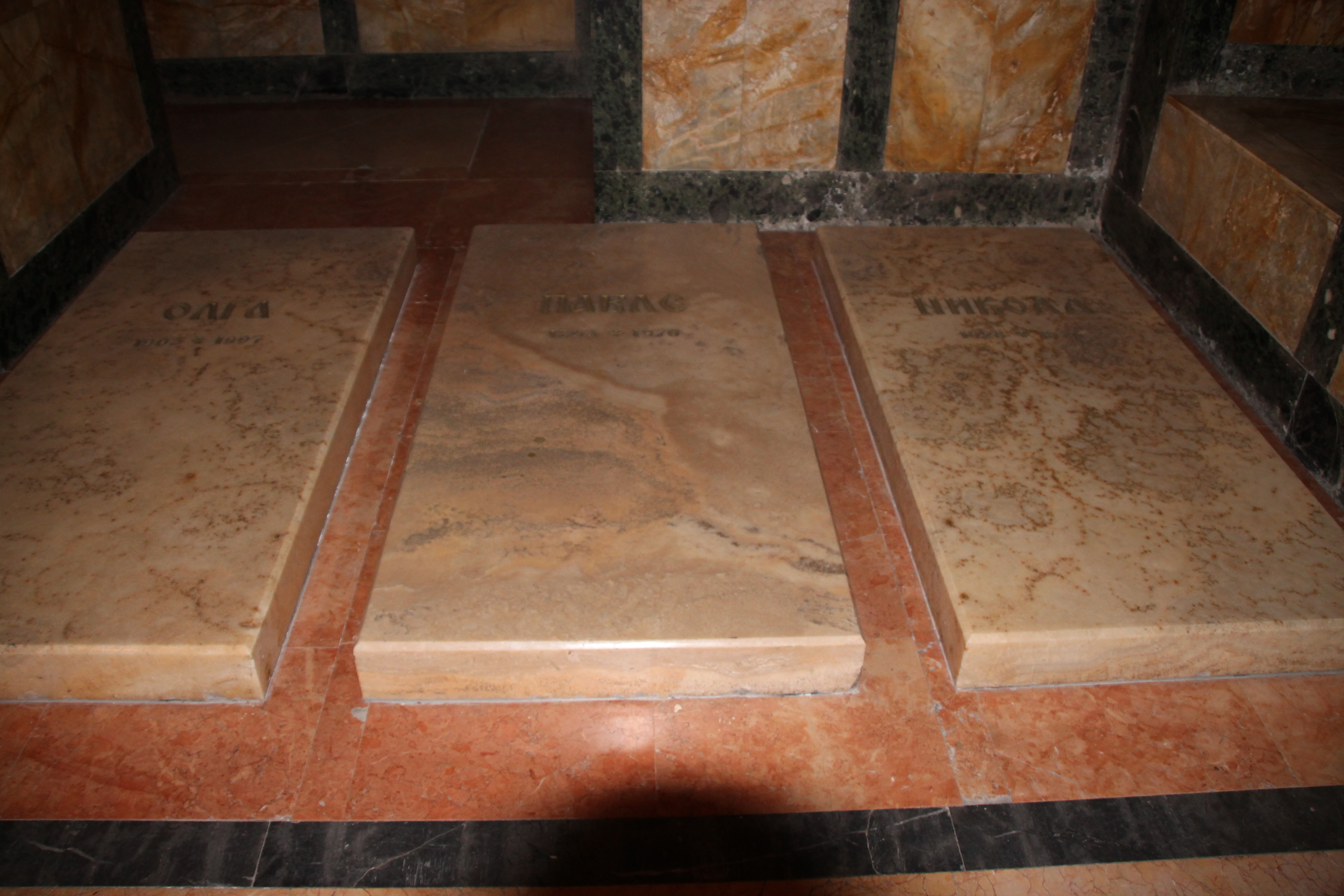
Grabstätten von Prinzessin Olga, Prinzregent Paul und Prinz Nikola († 1954)
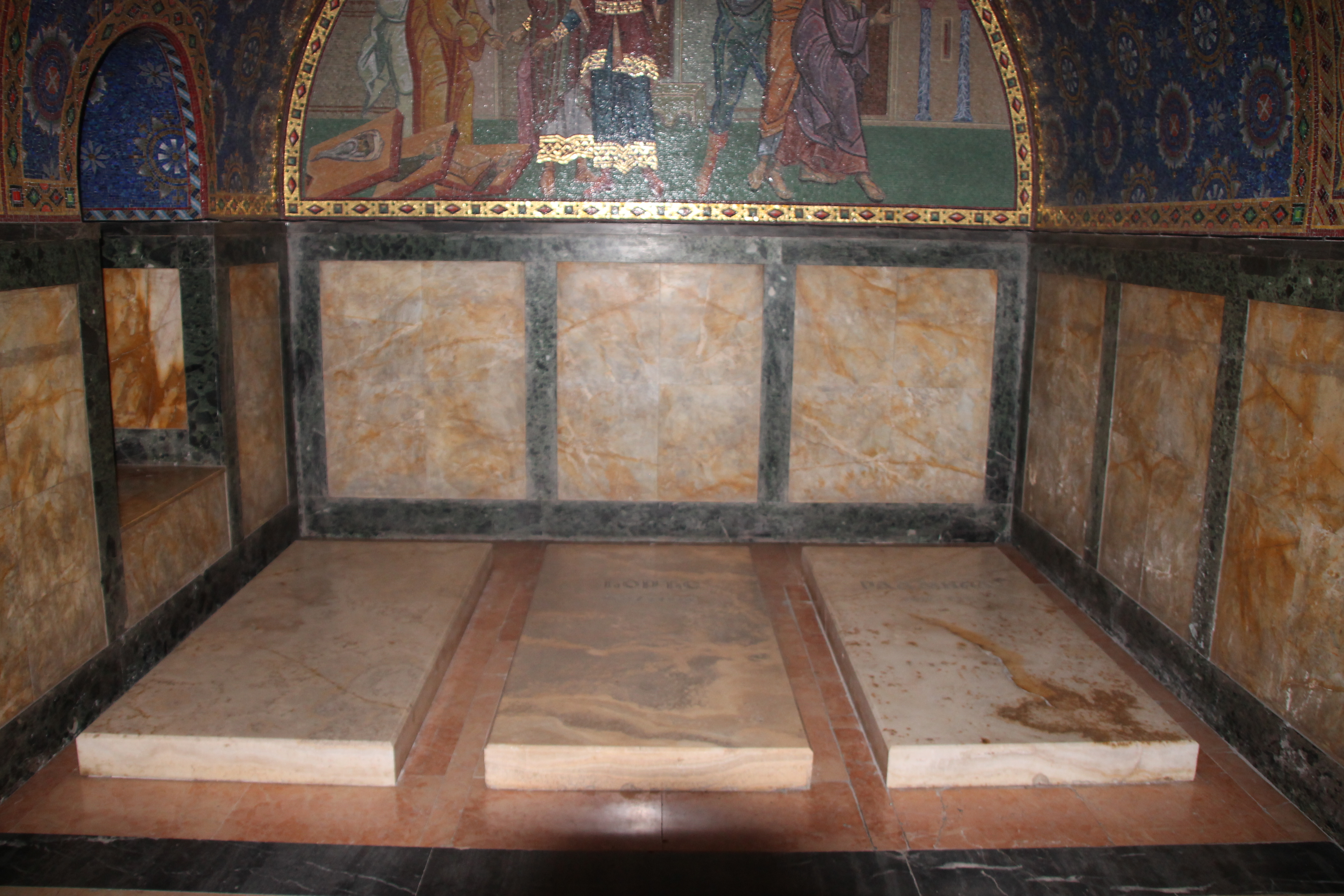
Weitere Grabstätten